# Церковь Иоанна Златоуста в Коровниках
Церковь Иоанна Златоуста в Коровниках (Златоустовская церковь) — православный храм в южной части Ярославля, в посёлке Коровники на берегу Волги. Один из выдающихся памятников Ярославской школы зодчества и живописи XVII века. Вместе с Владимирским храмом и колокольней образуют единый архитектурный ансамбль.
С 1992 года принадлежит Ярославско-Костромской епархии Русской православной старообрядческой церкви.

## История
Время основания храма в Коровницкой слободе неизвестно. Упоминание о нём сохранилось в надписи на колоколе, подаренном церкви Третьяком Остафьевичем Неждановским с братьями в 1622 году: «В дом Пречистой иконы Владимирской, честного ее Сретения и великого святителя Ивана Златоустого и иже во святых отца нашего Николая Чудотворца положи се колокол Третя Окстафев сын Неждановский с братьями по своих родителях ввеки, лета 7130 августа 7. Вес 8 пуд».

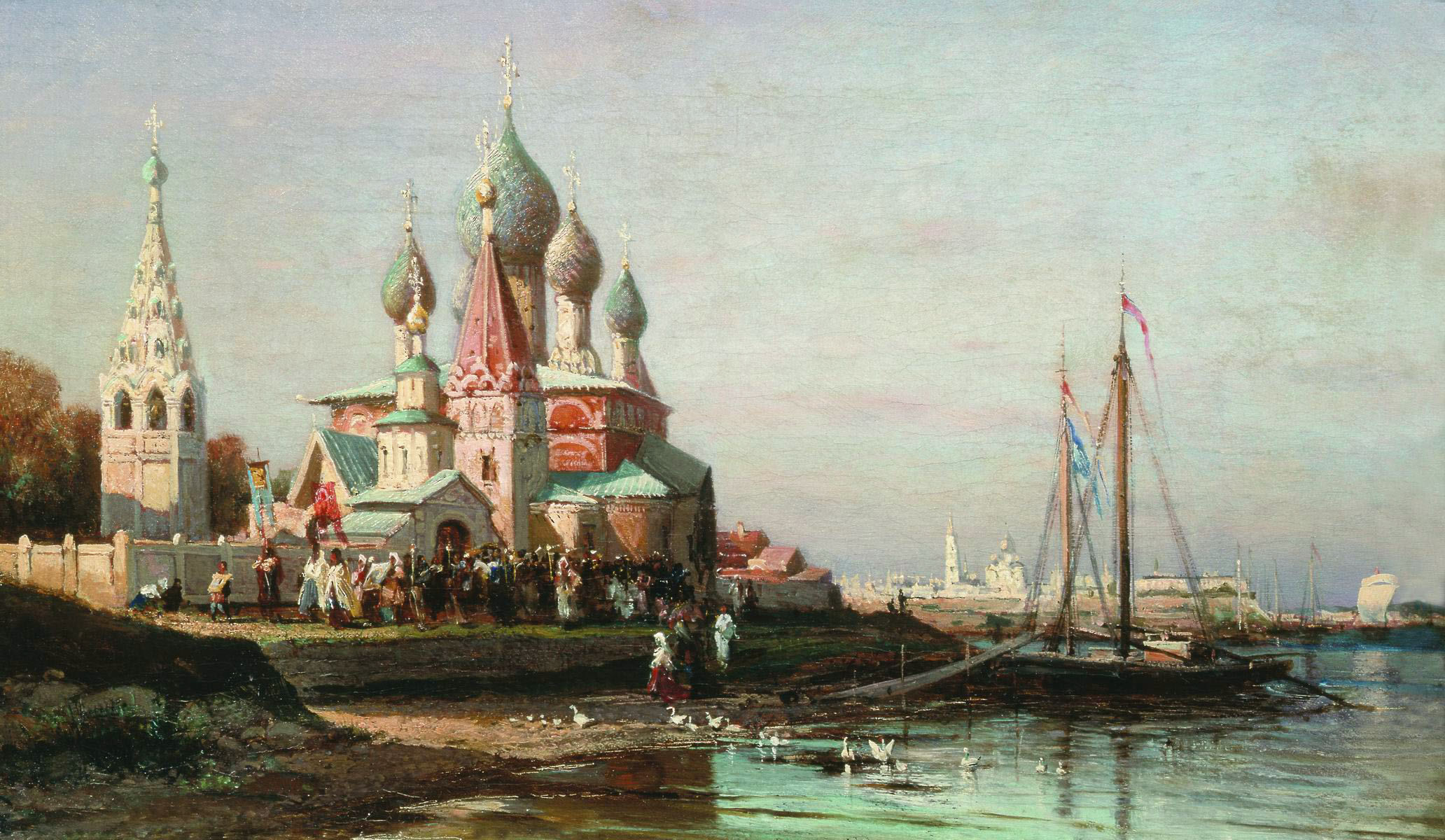
Крёстный ход в Коровниках, 1863 г.

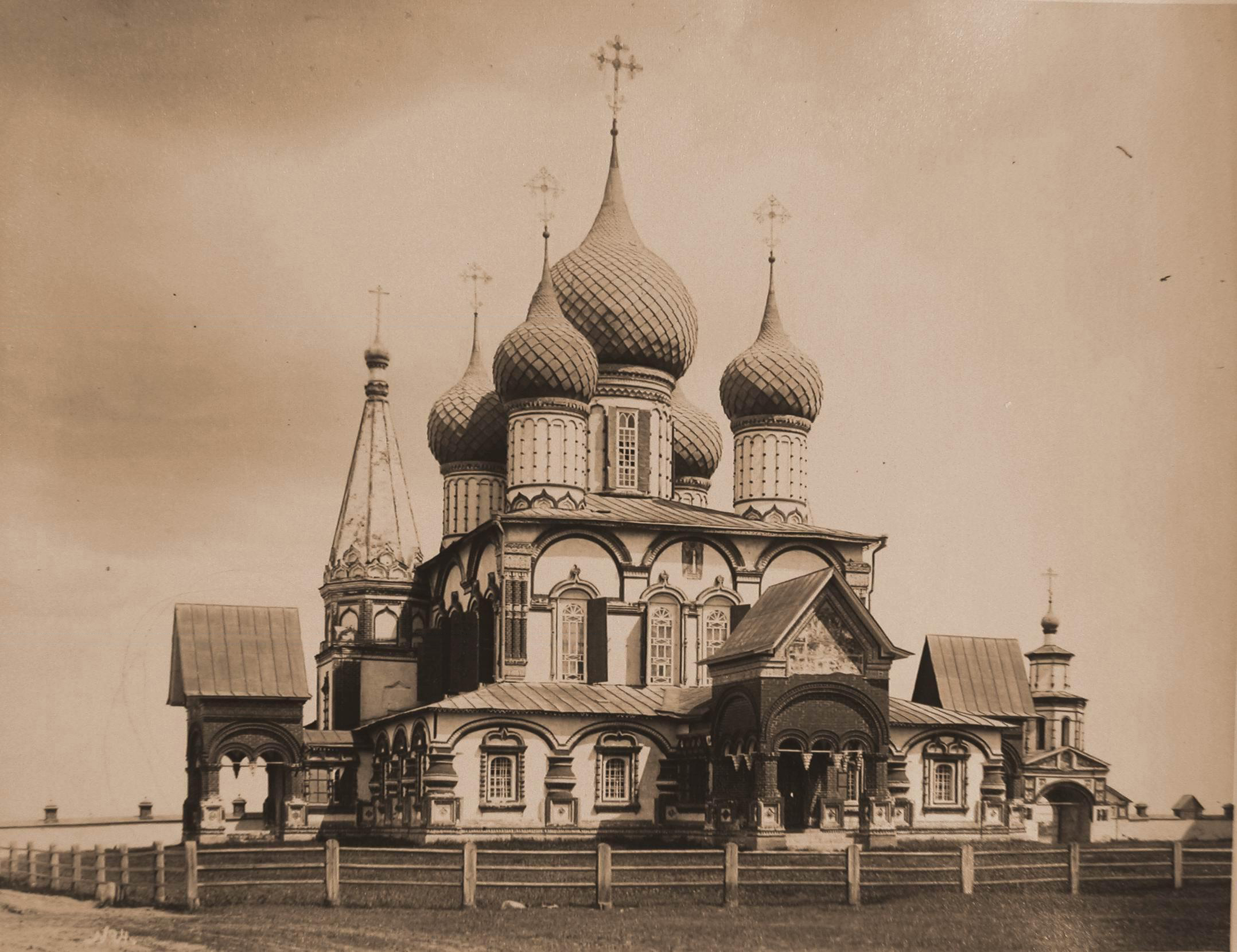
Церковь Иоанна Златоуста в 1880-х годах

Каменный холодный храм во имя Иоанна Златоуста был построен в 1649—1654 годах на средства прихожан Ивана и Фёдора Фёдоровичей Неждановских. Правый шатровый придел освятили во имя святой Ольги, княгини Русской, левый планировали освятить во имя Димитрия Прилуцкого, однако по неизвестной причине этого не случилось, и его освятили только в середине XIX века в честь праздника Зачатия Иоанна Предтечи.
Отдельно стоящую шатровую 37-метровую колокольню возвели в 1670‑х годах.
В 1733 году храм был расписан на средства Ивана Ивановича Неждановского артелью местных мастеров во главе с выдающимся иконописцем Алексеем Сопляковым, являвшимся прихожанином Златоустовского храма. В 1804 году ярославец Алексей Мартынов расписал стены галереи над входными дверями приделов. В 1813—1819 годах были поновлены иконы архиерейскими мастерами Николаем Антоновым и Елисеем Степановым. В 1837-м настенную живопись поновляли на средства Петра Матвеевича и Александра Матвеевича Пастуховых.
При храме в 1885 году открыли церковно-приходскую школу, содержавшуюся на средства купеческой жены А. А. Беляевой. В 1902 была открыта библиотека-читальня.
В конце XVIII века в Златоустовско-Коровницком приходе состояло 484 человека, проживавших в 103 дворах; в начале XX века — 575 человек.
В 1935 году храм был закрыт советскими властями.
В 1992 году Златоустовский и Владимирский храмы были переданы Ярославско-Костромской епархии Русской Православной Старообрядческой церкви. Специалистами ОАО «Ярреставрация» были проведены реставрационные работы. 8 августа 1993 года церковь Иоанна Златоуста освятил старообрядческий первоиерарх Алимпий (Гусев), митрополит Московский и всея Руси.

## Архитектура
Златоустовская церковь считалась[когда?] красивейшей в Ярославле по силуэту своих форм и по пропорциям. Высокий четверик главного храма увенчан 5 главами и окружён с трёх сторон галереей, завершённой двумя симметричными башенными шатровыми приделами.

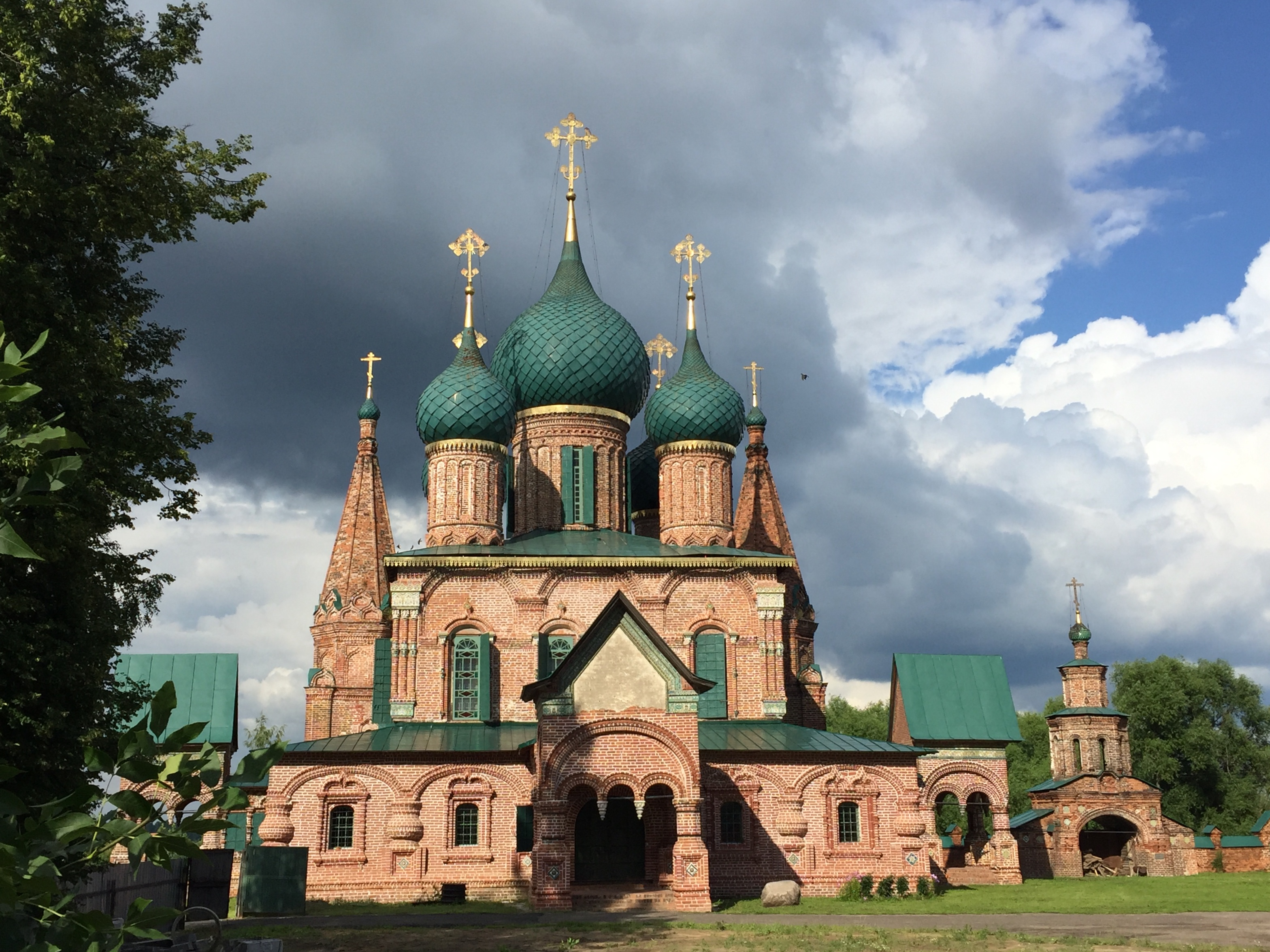
Вид с юго-запада
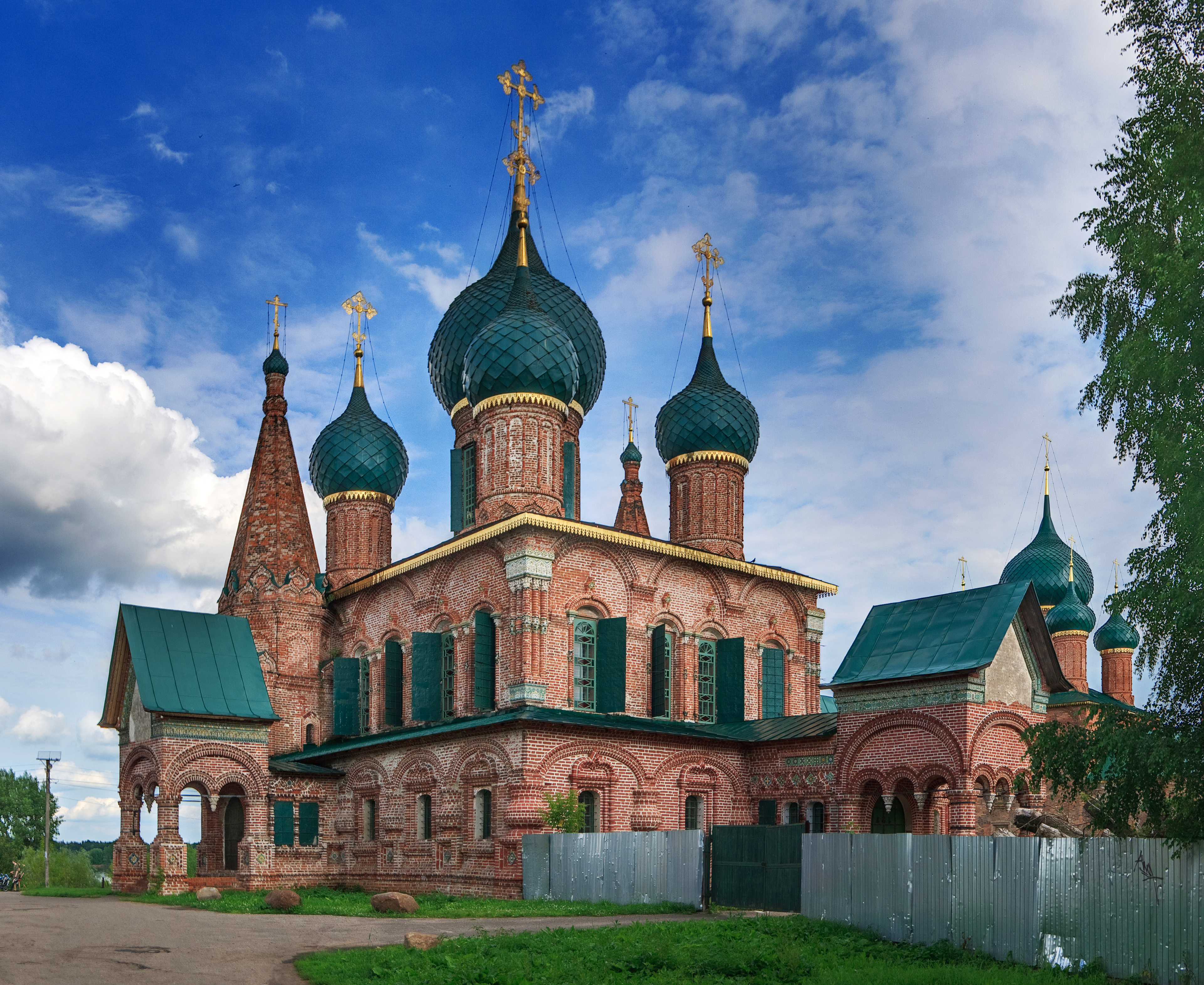
Вид с запада
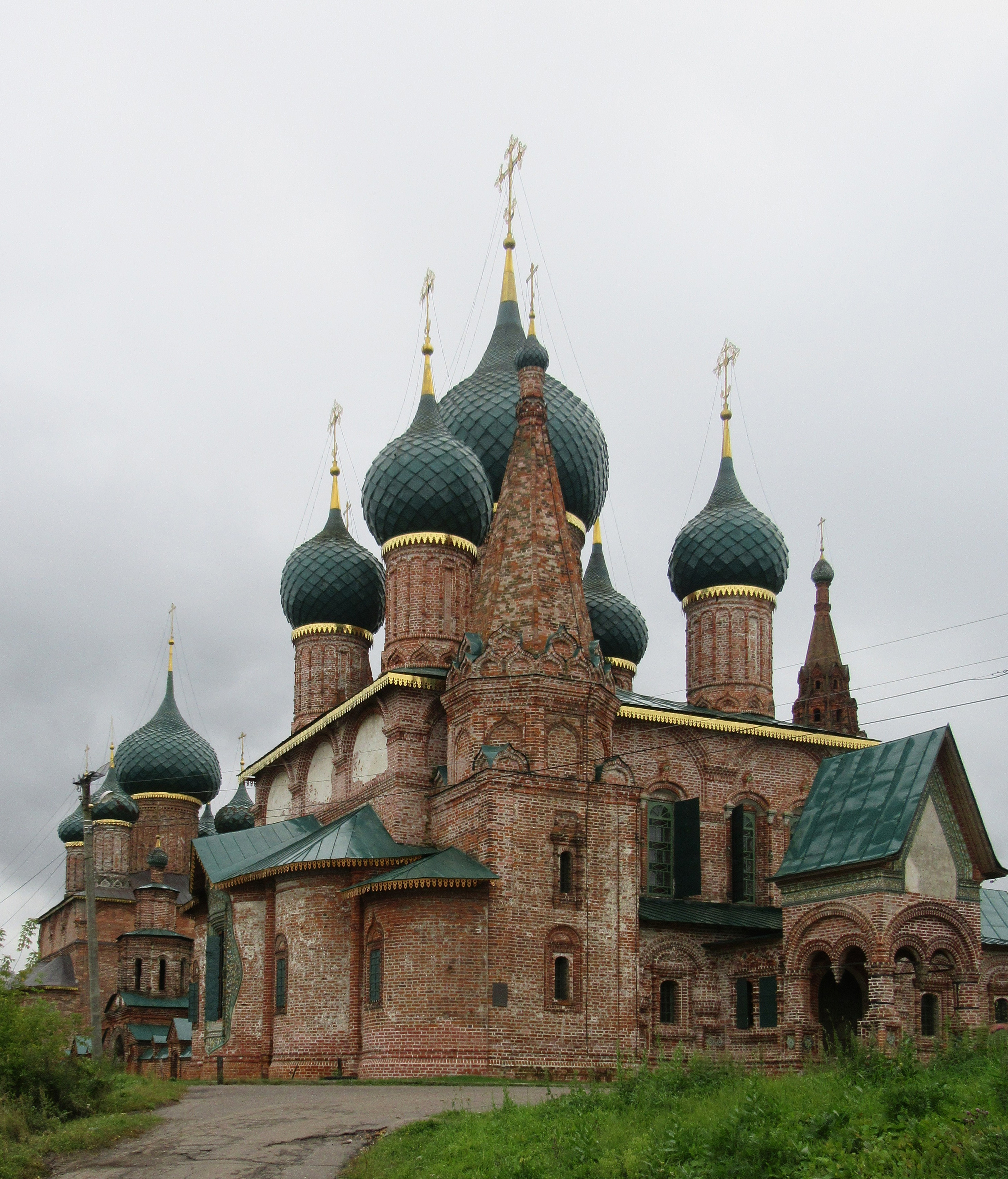
Вид с севера
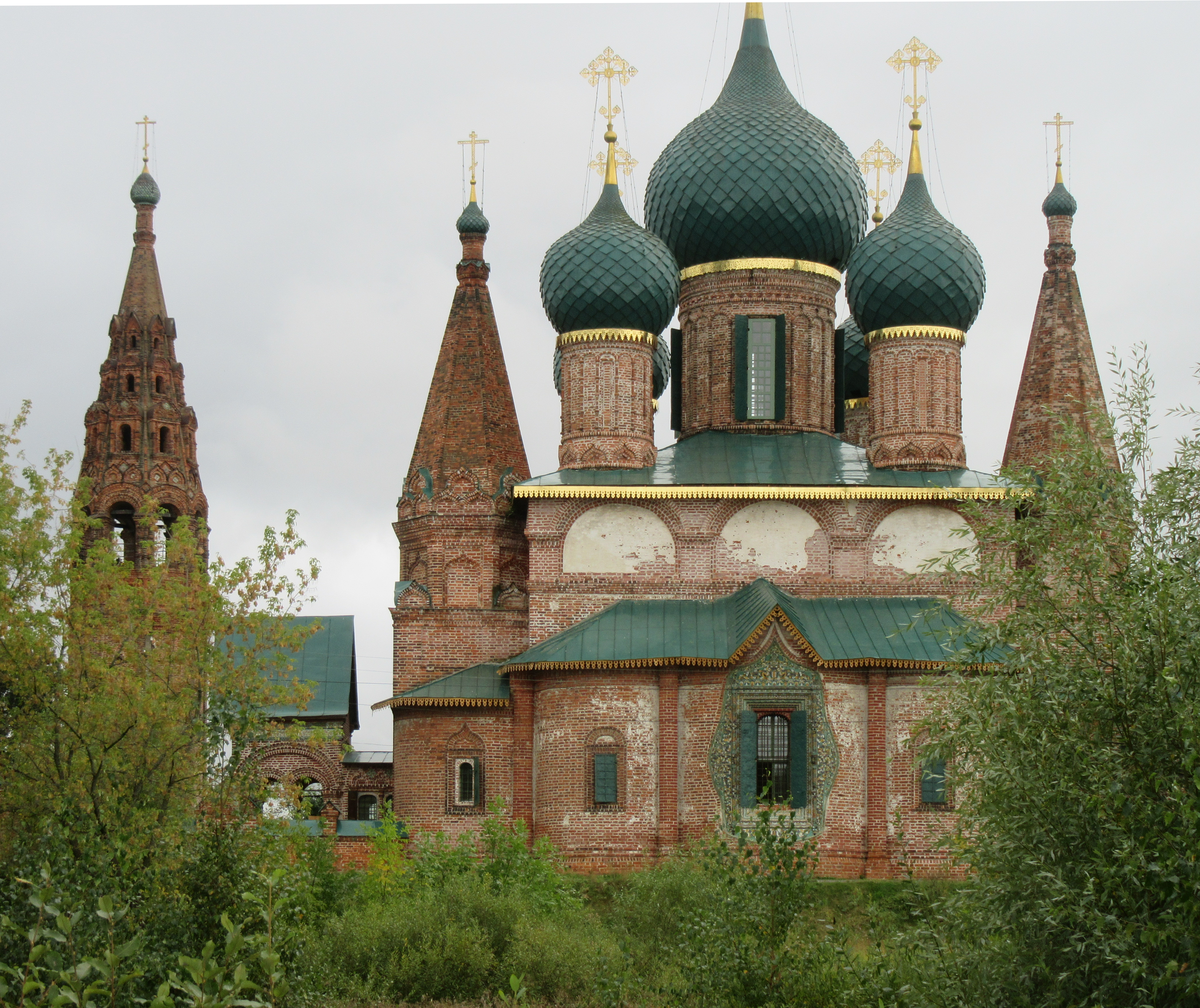
Вид с северо-востока
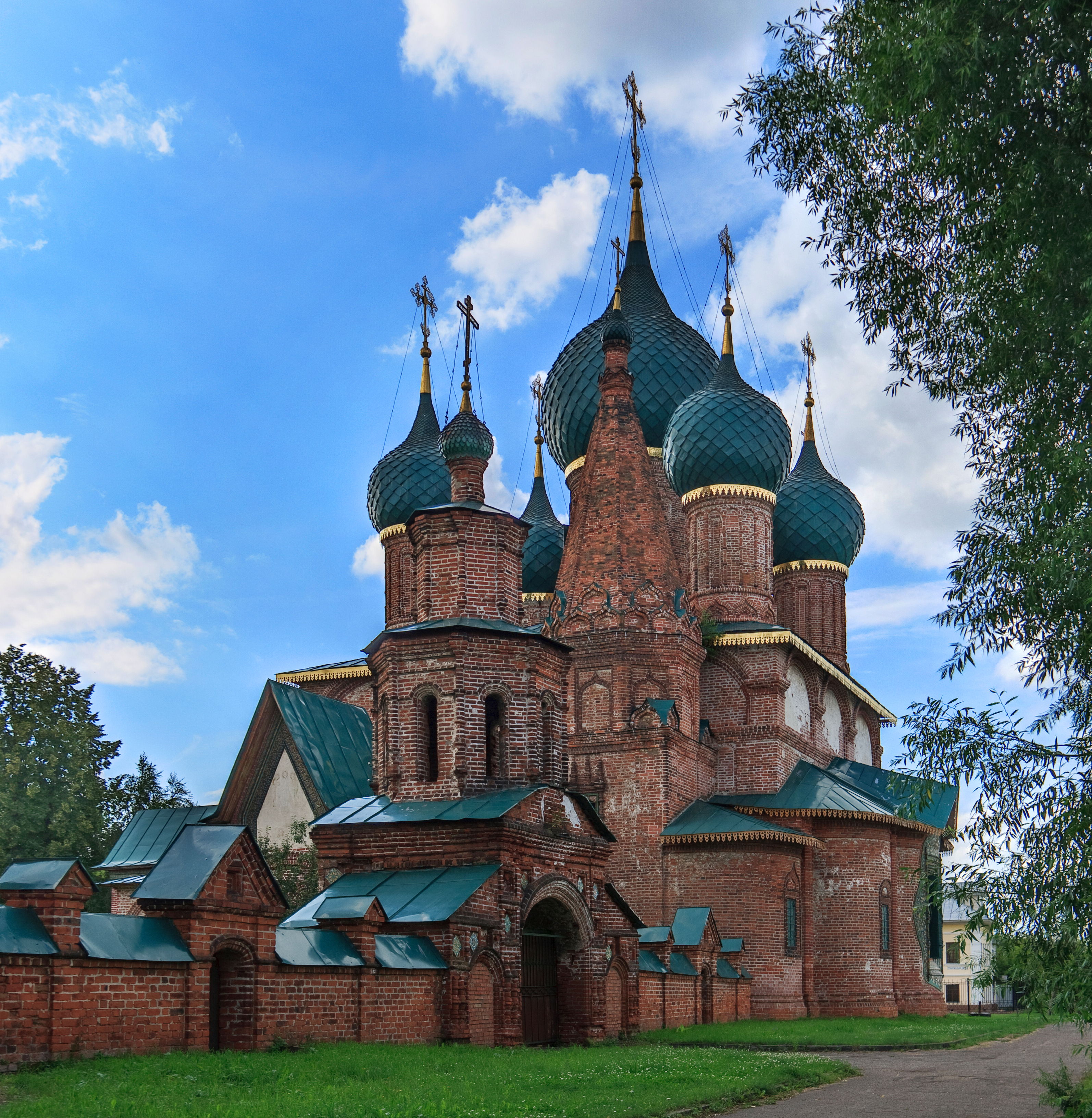
Вид с юго-востока